# Cuchilla Chica
Cuchilla Chica är en ort i Mexiko.   Den ligger i kommunen Tantoyuca och delstaten Veracruz, i den sydöstra delen av landet, 240 km norr om huvudstaden Mexico City. Cuchilla Chica ligger 146 meter över havet och antalet invånare är 597.
Terrängen runt Cuchilla Chica är platt. Runt Cuchilla Chica är det ganska tätbefolkat, med 72 invånare per kvadratkilometer. Närmaste större samhälle är Tantoyuca, 11,1 km sydost om Cuchilla Chica. Trakten runt Cuchilla Chica består till största delen av jordbruksmark.